# 黄香
黄 香（こう こう、68年 - 122年）は、後漢中期の政治家・文人。字は文強。江夏郡安陸県雲夢の人。中国の孝子を数える「二十四孝」の一人。父は黄況。子は黄瓊。曾孫に黄琬がいる。

## 概要
9歳のとき、母を失った。思慕と憔悴のために服喪の期間が過ぎてもそれを終えることができなかったため、郷里の人はその至孝を称えた。江夏太守の劉護がこれを聞いて召し寄せ、12歳で郡の門下孝子とした。黄香の家は貧しく、僕妾もいなかったため、自ら労働しながら心を尽くして父に奉養し、同時に経典を広く学び、道術の精を窮め、文章をよくした。その名声は洛陽まで響き、「天下無双の江夏の黄童」と号されるほど評判になった。
朝廷に招聘されて郎中に任じられた。元和元年（84年）、章帝の詔で東観へ詣で、これまで目にする事ができなかった書物を読む事を許された。その帰途、二十歳になったばかりの千乗貞王劉伉と出遭った。章帝は諸王に黄香を示して、「これが『天下無双の江夏の黄童』だ」と言ったので、左右の者達も皆改めて黄香を眺めやった。のちに政事に携わるようになり、尚書郎を拝命した。政事の得失を数々述べ、常に一人尚書台に泊まり込み、昼夜宮中を離れなかった。
和帝の永元4年（92年）、左丞を拝した。功績が昇進に該当しても留任を受け、秩禄が増やされた。永元6年（94年）、尚書令となり、その後東郡太守へと昇進したが、黄香は郡を治めるのは自分の能力の堪えない職務だとして辞退した。和帝もまた黄香の能力を惜しんで再び尚書令に任じ、秩石を二千石に増し、これによって枢機を管理させた。その信任は厚く、黄香も職務に精励して、公事を憂えること家を憂えるが如くだった。
永元12年（100年）、東平郡・清河郡が卿仲遼という人物を妖言の罪で上奏し、連座する者が1000人にも昇った。黄香は個別の上奏に基づいて審理し、罪を免れた者は非常に多かった。また、郡国が罪を訴える度に軽い量刑を求め、人命を愛惜した。辺境のことにも通暁し、軍事と政事の兼ね合いを取り、政策は全て適切なものだった。
和帝はその精勤を知り、数々の恩賞を加え、疾病したときには医薬を賜った。在位中、多くの者を推薦し、論者はそのあまりの寵遇を非難するほどだった。 
安帝の延光元年（122年）、魏郡太守となった。黄香は「商人と仕官者は農事に関わってはならない」として農民を保護した。当時大水害があり、俸禄とこれまでの賞賜を分け与えて貧者を助けた。富裕な家もこれを見て義穀を出し、官府による貸付の助けとした。災害に逢った民はこれにより助かる事が出来た。水害に座して免職され、数カ月して家で死去した。
著作に賦・牋・奏・書・令の五篇がある。

## 枕を扇ぎ衾(ふすま)を温(あたた)む
黄香は、母を亡くした後、父親に孝養を尽くした。夏の暑い盛りには父の枕を扇いで涼をとり、冬の寒冷には自分の体で布団を温めた。これが江夏太守の劉護の耳に入り、大いに称賛された。黄香は中国でも有名な孝子の一人となり、『扇枕温衾』は元代に郭居敬によって二十四孝の一つに数えられることになった。